# Салайна (Канзас)
Салайна (англ. Salina) ― город и административный центр округа Салин, штат Канзас, США. По данным переписи 2020 года, население составляло 46 889 человек.
В начале 1800-х годов земли племени канза простирались на восток от середины территории Канзас. В 1858 году поселенцы из канзасского Лоренса основали городскую компанию Салайна с вагенбургом, находясь под постоянной угрозой нападений племен Высоких равнин с запада. Он был назван в честь соленой реки Салин. Округ Салин вскоре был организован вокруг этого городка, а в 1870 году Салайна получила статус города.
Будучи самым западным городом на дороге Смоки-Хилл, Салайна процветала вплоть до Гражданской войны, зарекомендовав себя как торговый пункт для иммигрантов, направляющихся на запад, золотоискателей, направляющихся в Пайкс-Пик, и местных племен американских индейцев. Процветание возобновилось с 1940-1950-х годов, когда был построен армейский аэродром Смоки-Хилл для стратегических бомбардировщиков времен Второй мировой войны.
В настоящее время это микрополис и региональный торговый центр Северо-Центрального Канзаса. Высшие учебные заведения включают Колледж технологий и авиации КГУ и Канзасский Уэслианский университет, а работодатели включают Tony's Pizza, Philips, Exide, ElDorado National и Asurion.

## Галерея

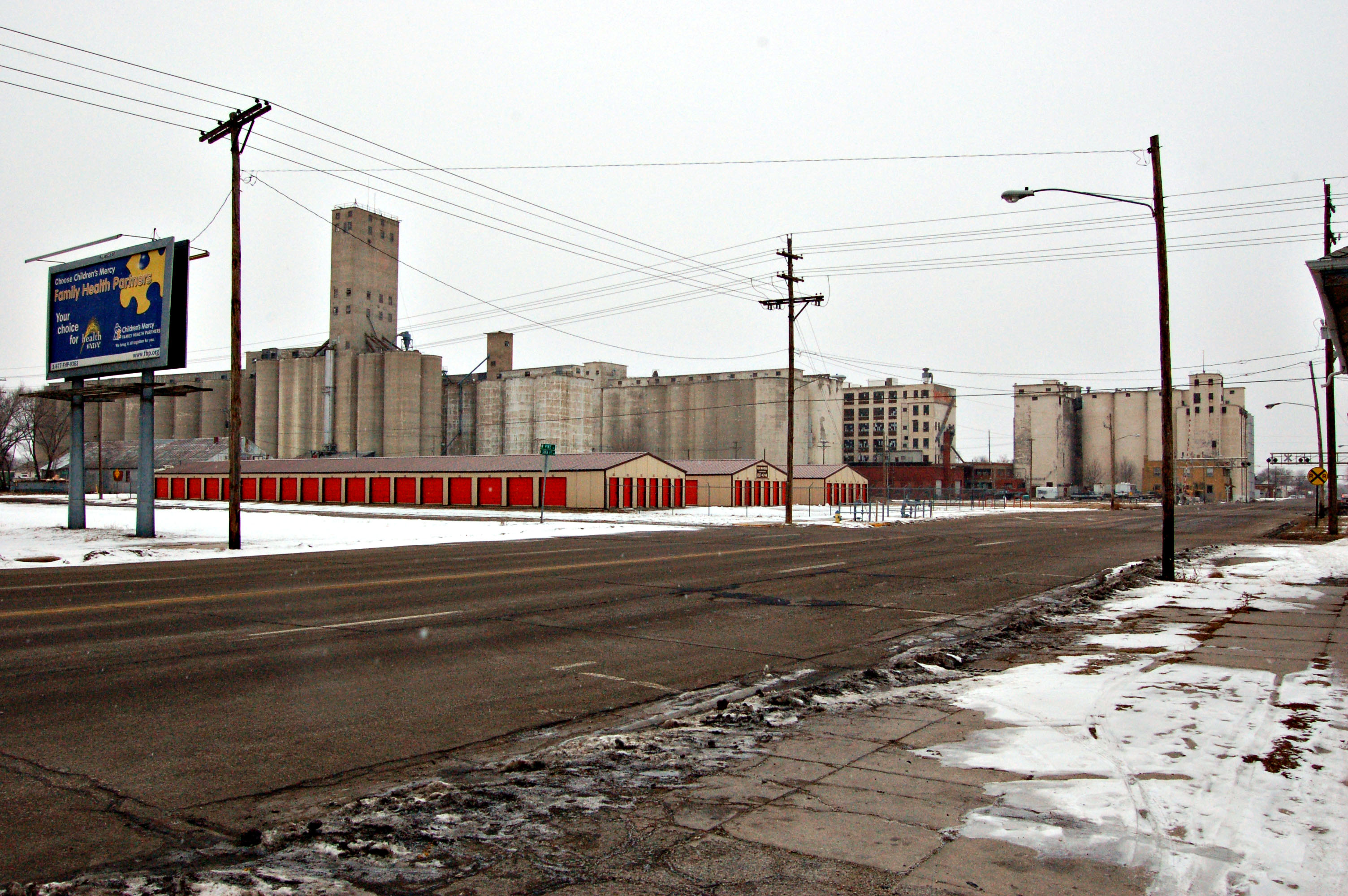
Зерновые элеваторы в центре города Салайна
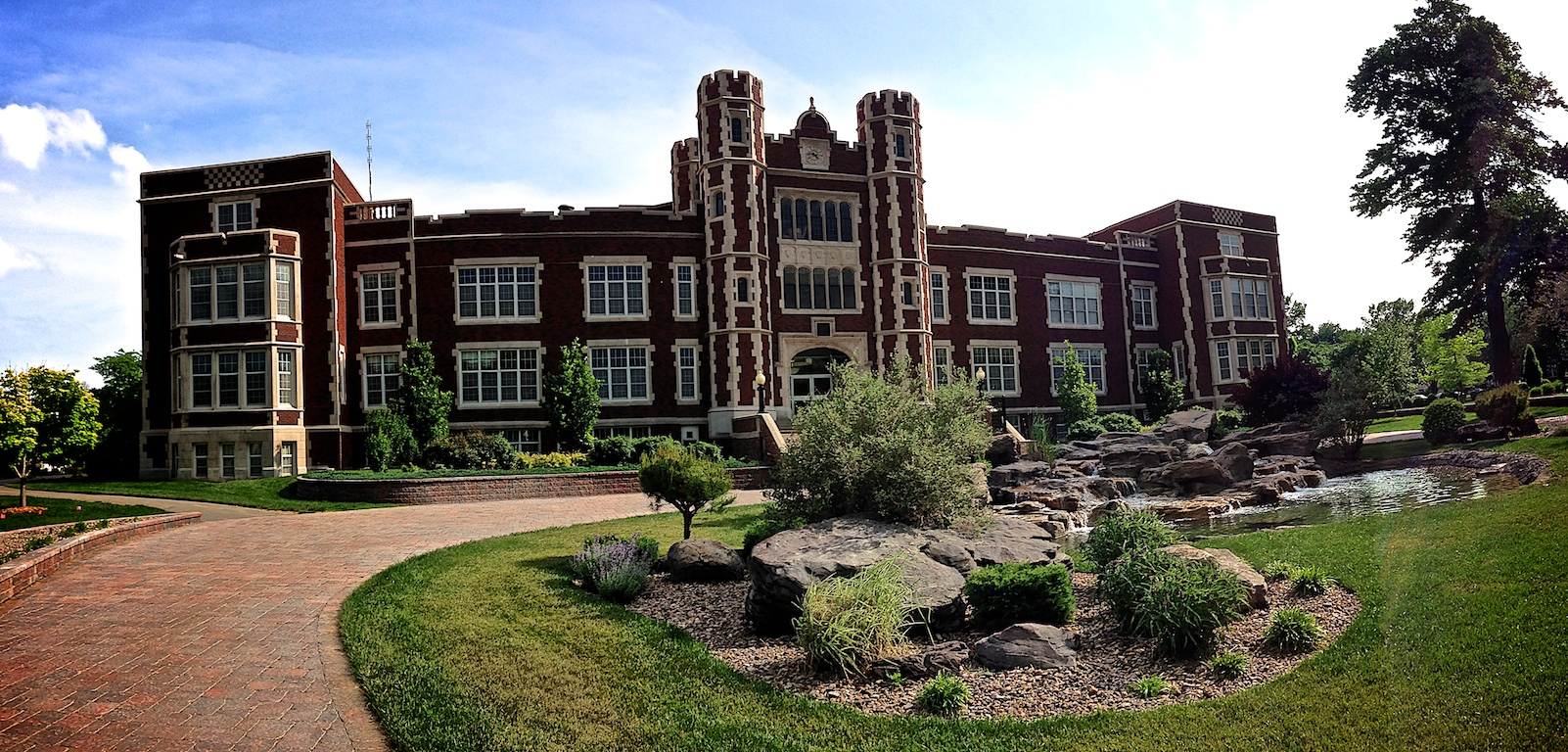
Зал пионеров Канзасского Уэслианского университета (2013)
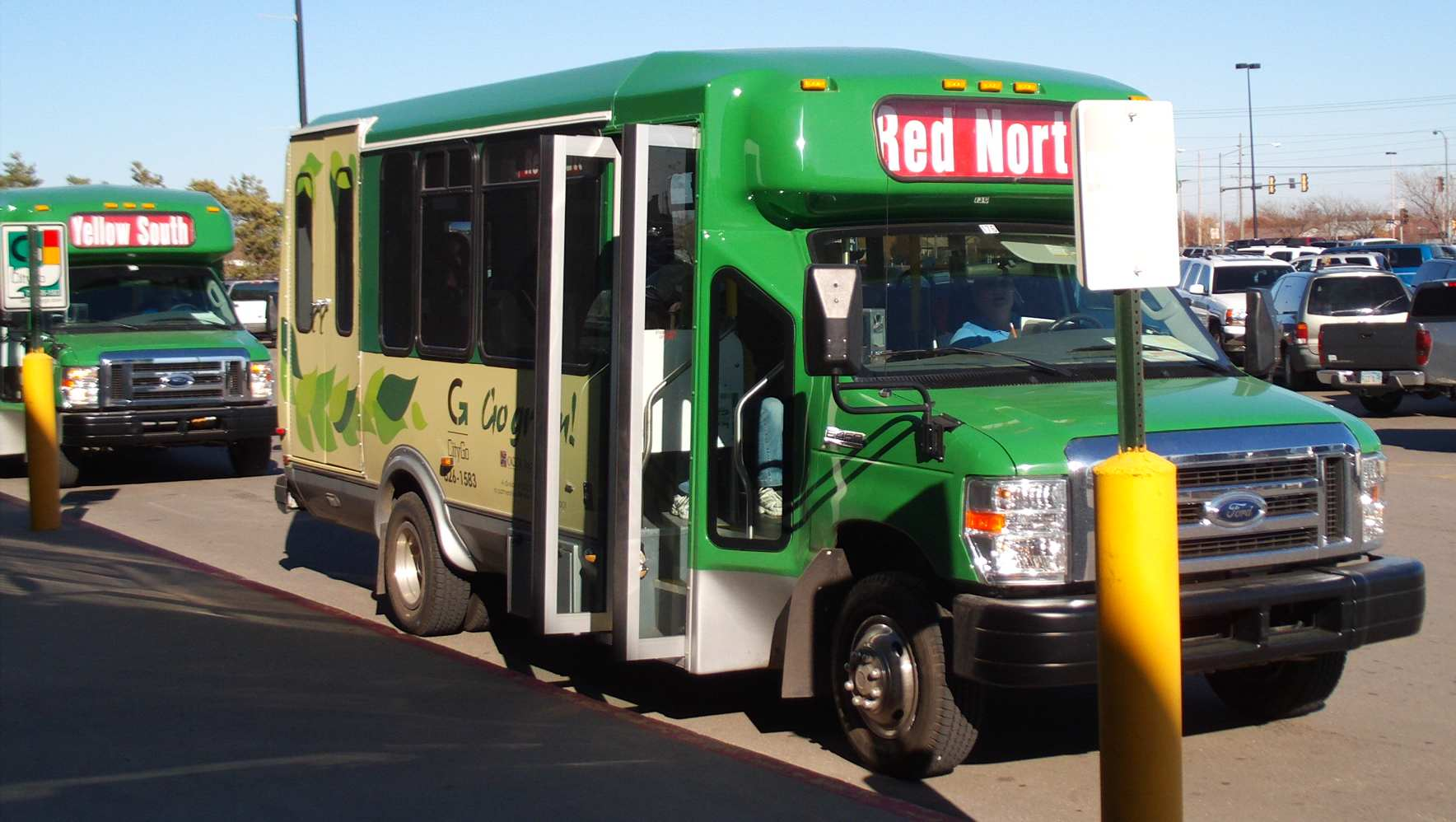
Автобусная остановка CityGo
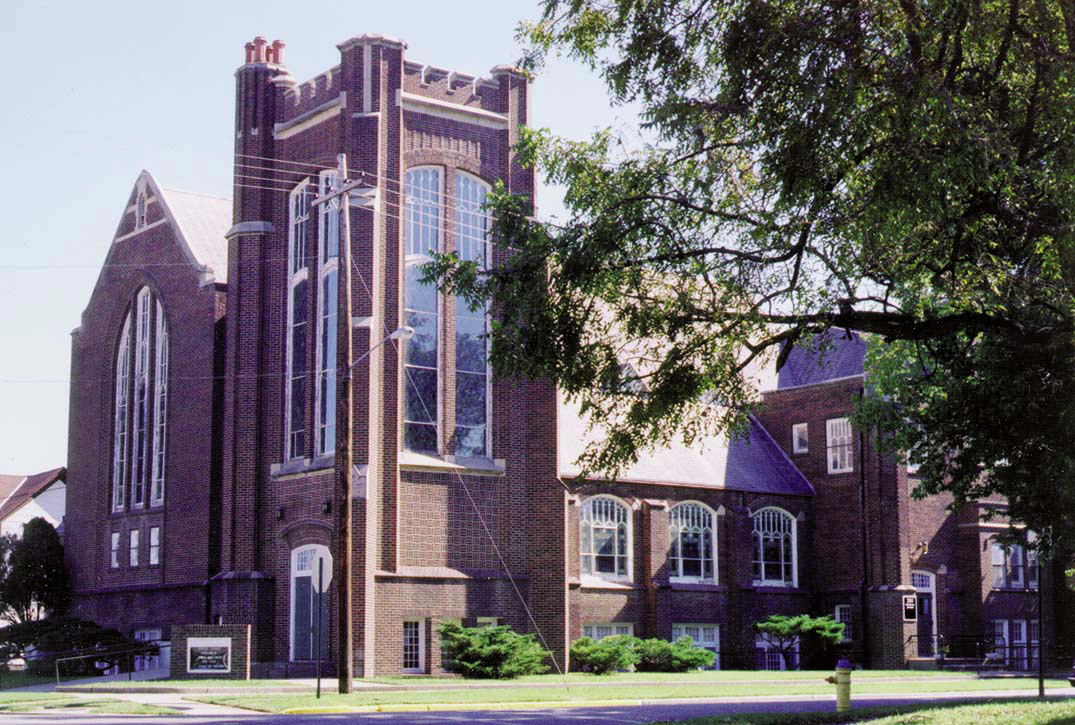
Blue Heaven Studios (2011)
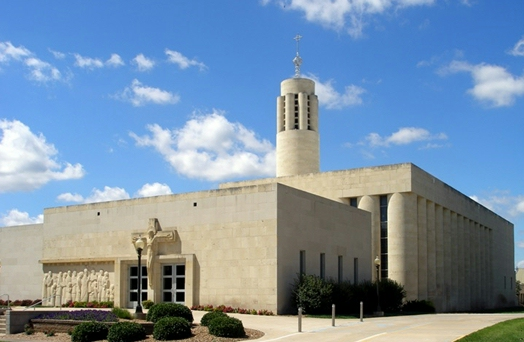
Собор Святого Сердца (2015)